# 長吻長頜魚
長吻長頜魚（学名：Mormyrus longirostris），為輻鰭魚綱骨舌魚目象鼻魚科的其中一種，其种加词“longirostris”意为“长吻的”。分布於非洲衣索比亞、剛果民主共和國、馬拉威、莫三比克、辛巴威、尚比亞、坦尚尼亞的淡水流域，體長可達75公分，棲息在水中洞穴或泥底質的靜止水域，屬肉食性，以昆蟲、蠕蟲、甲殼類、小魚等為食，可作為食用魚及觀賞魚。

## 外部連結
- 長吻長頜魚的圖片 （页面存档备份，存于）